# SN 2005dt
SN 2005dt – supernowa typu II odkryta 1 września 2005 roku w galaktyce M-03-59-06. W momencie odkrycia miała maksymalną jasność 18,50m.